# Етихо
Етихо също Адалрик (на френски: Etichon-Adalric d'Alsace; Eticho, Aticus, Attich, Etih, Chadalricus; * 645; † между 682 и 700, Оберенхайм) е третият известен херцог в Елзас и баща на Света Одилия. Споменаван е също и като Атих, Атик, Адалрих. На него е наречен елзаският херцогски род Етихониди.

## Биография
Етихо произлиза вероятно от Бургундия и е син на майордом Лиутерик.
Крал Хилдерих II го издига до херцог през 673 г. В началото Етихо иска да подчини Прованс. След като не успява, се оттегля обратно в Елзас. Етихо признава след това крал Дагоберт II, заради което крал Теодорих III му конфискува владенията при Дижон. Етихо управлява след това с жестокости. Нарежда убийството на игумена Герман от Гранфелден и неговия придружител Рандоалд.
Сляпородената му дъщеря Одилия e дадена от нейната майка Бересвинде в манастира Baume-les-Dames. Според легендата на Света Одилия, по-късно той съжалил за своите жестоки постъпки и подарил на своята дъщеря манастира Хоенбург (днес наречен Одилиенберг).
Етихо въвежда наследствеността на херцогската титла в Елзас. Умира след 682 г., вероятно и след 700 г. в Одилиенберг.

## Галерия
- Саркофагът на херцог Етихо в капела на Одилиенберг
- Манастирът на Одилиенберг, Елзас